# Katarina Podbevšek
Katarina (Katja) Podbevšek, slovenska literarna zgodovinarka, slovenistka, lektorica in urednica, * 10. december 1951 v Ljubljani.

## Življenje
Obiskovala je gimnazijo in srednjo glasbeno šolo (oddelek za klavir), leta 1970 je maturirala in imela samostojni diplomski koncert. V študijskem letu 1970/71 se je vpisala na Filozofsko fakulteto v Ljubljani, kjer je študirala slovenski jezik in književnost ter primerjalno književnost in literarno teorijo. Istočasno je začela tudi študij klavirja na Akademiji za glasbo, ki pa ga je po enem letu prekinila. 1974 je diplomirala iz primerjalne književnosti, 1976 pa iz slavistike. Za podiplomski študij je izbrala zgodovino novejše slovenske književnosti, 1979 je magistrirala z nalogo Menjava izraznih prvin v sodobni slovenski dramatiki. Na Filozofski fakulteti je leta 2005 doktorirala z nalogo Govorna interpretacija literarnih besedil v pedagoški in umetniški komunikaciji.
V času študija je na Delavski univerzi vodila tečaje slovenskega jezika za tujce, sodelovala je kot lektorica pri reviji Obrtnik, občasno je lektorirala tudi za Cankarjevo založbo. Več let je bila zunanja sodelavka v kulturni redakciji RTV Ljubljana. 1979 se je redno zaposlila kot profesorica za slovenski jezik in književnost na Srednji ekonomski šoli v Ljubljani. Kot lektorica je sodelovala pri dveh celovečernih filmih, eni TV nadaljevanki ter pri nekaterih predstavah v MGL, Prešernovem gledališču in v Šentjakobskem gledališču. Od leta 1984 dela na Akademiji za gledališče, radio, film in televizijo (AGRFT) kot predavateljica za slovenski jezik in lektorica. 1985 je postala predstojnica katedre za odrski govor in umetniško besedo (danes katedre za govor). 

## Delo
Predmet njenega raziskovanja je predvsem govorjeni jezik v umetnostnem in pedagoškem procesu, ukvarja pa se tudi z gledališko terminologijo – kot avtorica in urednica je sodelovala pri pripravi Gledališkega terminološkega slovarja na SAZU (2007) (COBISS), lektoriranjem (lektorira predvsem dramska besedila in gledališke liste, o lektoriranju piše v strokovnih razpravah), pripravlja učna gradiva (1978 je napisala skripto za nadaljevalni tečaj slovenščine za tujce (COBISS), kasneje pa več na temo umetniške in učiteljeve interpretacije literarnega besedila). Kot predstojnica katedre za govor AGRFT je organizirala dva simpozija o govorjenem jeziku v umetnosti (2000, 2006), v dveh zbornikih je zbrala in uredila prispevke sodelujočih. Pripravlja tudi predavanja za učitelje in bodoče učitelje. Leta 1978 je na natečaju za izvirno slovensko TV igro dobila 3. nagrado.

### Avtorstvo in uredništvo knjig
- Izlet. TV igra. Ljubljana: RTV, 1978. (Tipkopis.)
- Kolokvij o umetniškem govoru. Zbornik. Ljubljana: AGRFT, Katedra za govor, 2000. (urednica) (COBISS)
- Govorna interpretacija literarnih besedil v pedagoški in umetniški praksi. Ljubljana: Slavistično društvo Slovenije, 2006. (COBISS)
- Kolokvij o umetniškem govoru. Zbornik. Ljubljana: AGRFT, Katedra za govor, 2006. (urednica) (COBISS)

### Izbrani članki
- Menjavanje izraznih prvin v sodobni slovenski dramatiki. Slavistična revija 29/1 (1981). 43–68. (COBISS)
- Govorna organiziranost umetnostnega besedila: poskus zvočnega razbiranja zapisanega besedila. Jezik in slovstvo 38/3 (1992/93). 69–82. Arhivirano 2009-05-31 na Wayback Machine. (COBISS)
- Od dramskog teksta do scenskog govora. Govor 10/2 (1994). 75–82. (COBISS)
- Glasno interpretativno branje Kettejeve pesmi Na trgu (učiteljeva priprava). Jezik in slovstvo 44/1–2 (1998/99). 19–28. Arhivirano 2009-11-05 na Wayback Machine. (COBISS)
- Lektoriranje govorjenega (gledališkega) besedila. Jezik in slovstvo 43/3 (1997/98). 79–88. Arhivirano 2007-10-25 na Wayback Machine. (COBISS)
- Primerjava šolske in umetniške govorne interpretacije. Govor 20/1–2 (2003). 347–60. (COBISS)
- Tipologija govornih interpretacija. Govor 25/1 (2008). 93–109.[mrtva povezava] (COBISS)

### Pomembnejša izvedena dela
- Sodobna slovenska dramatika. Referat na Simpoziju o slovenski in makedonski dramatiki. Krakov, april 1978.
- Nekaj misli o filmskem lektorstvu. Referat. Slavistično društvo, Lektorski odsek, marec 1984.
- Jezik in govor v gledališki praksi. Referat. Filozofska fakulteta, Lingvistični krožek, marec 1995.
- Predavanja in vaje iz slovenske fonetike. Univerza v Celovcu, Inštitut za slavistiko, 2005.
- Učitelj v vlogi govornega interpreta literarnega besedila. Mednarodni znanstveni simpozij Obdobja 25 (Književnost v izobraževanju – cilji, vsebine, metode), 16.–18. november 2006.
- Govorno oblikovanje pravljice. Predavanje. 10. pripovedovalski festival, Pripovedovalski forum slovenskih knjižničarjev, pravljice danes, 12. 3. 2007.
- Vaje iz interpretativnega glasnega branja literarnih besedil v šoli. Filozofska fakulteta, Oddelek za slovenistiko, 22. 4. 2008.